# Сауър
Сауър (на английски: sour) е английска дума и означава „кисел“. Името си напитката е получила заради лимоновия сок, който е преобладаващата съставка.
Приготвя се в шейкър с много лед от високоалкохолни напитки – джин, уиски, ром и др., лимонов сок или сок от лайм, и захарен сироп. Готовата напитка се прецежда в колинс или хайбол чаша и се допълва с газирана вода. Счита се за мъжко питие.
- Уиски сауър, класически
- "Ню Йорк сауър" с червено вино.
- Джин фис